# 奧斯特拉維茨山
47°41′05″N 14°05′25″E / 47.68476°N 14.090376°E

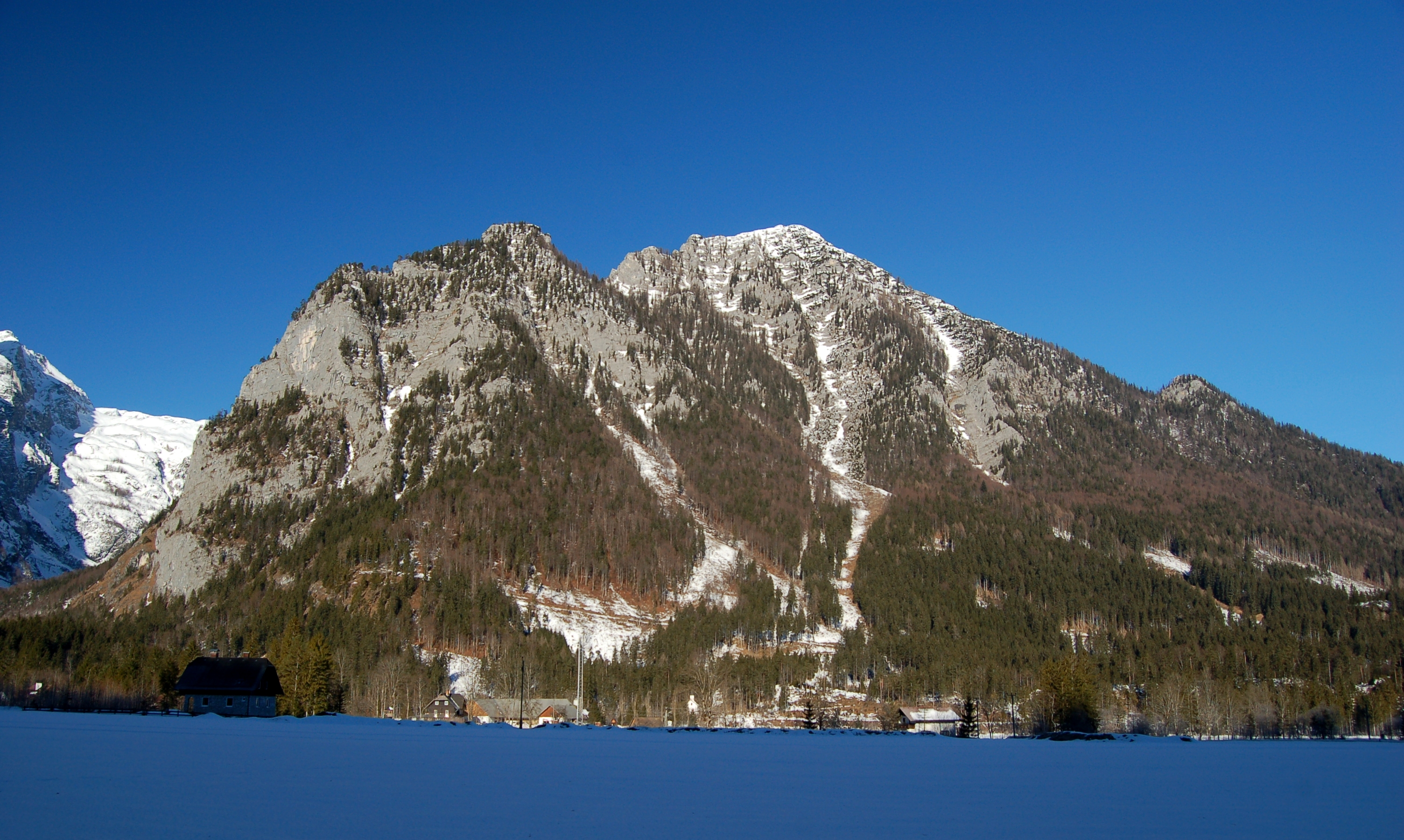

奧斯特拉維茨山（德語：Ostrawitz），是奧地利的山峰，位於該國北部，由上奧地利州負責管轄，屬於托特斯山脈的一部分，距離施皮茨毛爾山1.7公里，海拔高度1,823米。